# María Soto
María José Soto Gil (Valencia, 14 giugno 1978) è una giocatrice di softball e dirigente sportiva venezuelana. Ha rappresentato il Venezuela ai Giochi olimpici estivi di Pechino 2008, dove fu alfiere durante la cerimonia d'apertura. Dal 2022 è presidente del Comitato Olimpico Venezuelano (Comité Olímpico Venezolano).

## Palmarès
- Giochi mondiali

Cali 2013: argento;
- Giochi panamericani

Rio de Janeiro 2007: argento;
- Giochi centramericani e caraibici

San Salvador 2002: oro;
Cartagena de Indias 2006: oro;
Mayagüez 2010: oro;